# Wiesław Wilczyński
Wiesław Wilczyński (ur. 27 listopada 1955 w Złotowie) – polski urzędnik państwowy, samorządowy, działacz społeczny i inicjator licznych projektów w obszarze sportu i rekreacji, Wiceprezes Urzędu Kultury Fizycznej i Sportu, Wiceminister Edukacji Narodowej i Sportu, Główny Doradca Prezesa Rady Ministrów Marka Belki, jeden z głównych pomysłodawców przeprowadzenia w Polsce turnieju mistrzostw Europy w piłce nożnej w 2012, Dyrektor Biura Sportu i Rekreacji Urzędu Miasta Stołecznego Warszawy i Pełnomocnik Prezydenta m. st. Warszawy do spraw organizacji EURO 2012. Pomysłodawca i założyciel pierwszej w Europie szkoły piłkarskiej Barcelony, FC Barcelona Escola Varsovia.

## Życiorys
W 1978 roku ukończył studia na kierunku historia w Wyższej Szkole Pedagogicznej w Słupsku, w 2007 roku ukończył Executive MBA w Akademii im. Leona Koźmińskiego. W latach 1980–1990 nauczyciel i wykładowca akademicki. W okresie 1990–1996 przedsiębiorca. Od 1992 roku aż do dziś, menedżer sportowy, promotor sportu i inicjator licznych projektów w obszarze sportu. W latach 1992–2001 Prezes Towarzystwa Sportowego Polonia Piła, sekcja żużlowa i kolarska, z którymi zdobył Klubowy Puchar Europy, Drużynowe Mistrzostwo Polski, 63 medale mistrzostw świata, Europy i Polski. W 1994 zaangażował się w działalność samorządową. Przez dwie kadencje, aż do 2002 roku, radny Rady Miasta Piły, organizator i przewodniczący samorządowego Komitetu Wyborczego Sympatyków Sportu Żużlowego i Klubu Radnych Bezpartyjnych.
W 1996 roku rozpoczął karierę w administracji państwowej. Początkowo w Urzędzie Komitetu Integracji Europejskiej na stanowisku Dyrektora Biura Finansów i Administracji (1996–1997). W tym samym czasie był Członkiem Stałego Komitetu Rady Ministrów ds. Reformy Centrum Administracyjnego Rządu RP. W latach 2001–2002 pełnił funkcję Wiceprezesa Urzędu Kultury Fizycznej i Sportu. W latach 2004–2005 powołany na stanowisko Wiceministra Edukacji Narodowej i Sportu. Był jednym z głównych pomysłodawców przeprowadzenia w Polsce turnieju UEFA Euro 2012. Z jego inicjatywy podjęto też decyzję o powołaniu Ministerstwa Sportu. Przygotował także pierwszą koncepcję budowy Stadionu Narodowego. W roku 2005 został powołany na stanowisko Głównego Doradcy Prezesa Rady Ministrów Marka Belki. Współautor Ustawy o Sporcie Kwalifikowanym. Karierę w administracji publicznej kontynuował na stanowisku Dyrektora Biura Sportu i Rekreacji Urzędu Miasta Stołecznego Warszawy (2006–2011), gdzie był odpowiedzialny m.in. za przygotowanie i wprowadzenie Strategii rozwoju sportu dla m.st. Warszawy do roku 2020, nadzór nad inwestycjami sportowymi, takimi jak budowa Stadionu Legii Warszawa, organizację imprez biegowych np. Run Warsaw czy Biegnij Warszawo, czy zakończone sukcesem mediacje pomiędzy kibicami Legii Warszawa reprezentowanych przez SKLW a Zarządem Legii Warszawa. W trakcie jego urzędowania Warszawa otrzymała tytuł Europejskiej Stolicy Sportu (w 2008 roku).
Od 2011 roku zaangażowany w powołanie pierwszej w Europie szkoły piłkarskiej Barcelony, FC Barcelona Escola Varsovia. Od 2013 roku współwłaściciel, główny udziałowiec i Przewodniczący Rady Nadzorczej WM-Sport SPV sp. z o.o., podmiotu, który prowadzi klubu sportowy WM-Sport i projekty sportowe First School FCB Escola Varsovia i FC Barcelona Escola Varsovia, Escola. Dodatkowo, w latach 2012–2014 stały ekspert Komisji Sejmowej Kultury Fizycznej i Sportu.

## Nagrody i wyróżnienia
Odznaczony: Złotym Krzyżem Zasługi RP (2011 r.) i Srebrnym Krzyżem Zasługi RP (2000 r.) oraz Zasłużony Działacz Kultury Fizycznej (2000 r.) Wyróżniony statuetką Przyjaciel Pracodawcy RP (2012 r.), za szczególne inicjatywy w sporcie. Siedmiokrotnie wyróżniony tytułem Człowieka Roku Województwa Pilskiego w plebiscycie dziennikarzy mediów regionalnych. Dwukrotnie wyróżniony tytułem Menedżera Roku w obszarze sportów motorowych. Odznaczony: Złotą Honorową Odznaką Polskiego Związku Motorowego (2000 r.), Złotą Odznaką Mazowieckiego Związku Piłki Nożnej.